# Dendrophylliina
Sous-ordre
Dendrophylliina est un sous-ordre de scléractiniaires (coraux durs).

## Liste des familles
- famille Dendrophylliidae Gray, 1847